# Leslie Groves
Leslie Richard Groves Jr. (Albany, estado de Nueva York, 17 de agosto de 1896 - Washington D. C., 13 de julio de 1970) fue un miembro del Ejército e ingeniero de construcción estadounidense, que se encargó de la supervisión de la construcción del Pentágono y fue alto mando a cargo del Proyecto Manhattan para el desarrollo y aplicación bélica de la bomba atómica durante la Segunda Guerra Mundial.

## Biografía

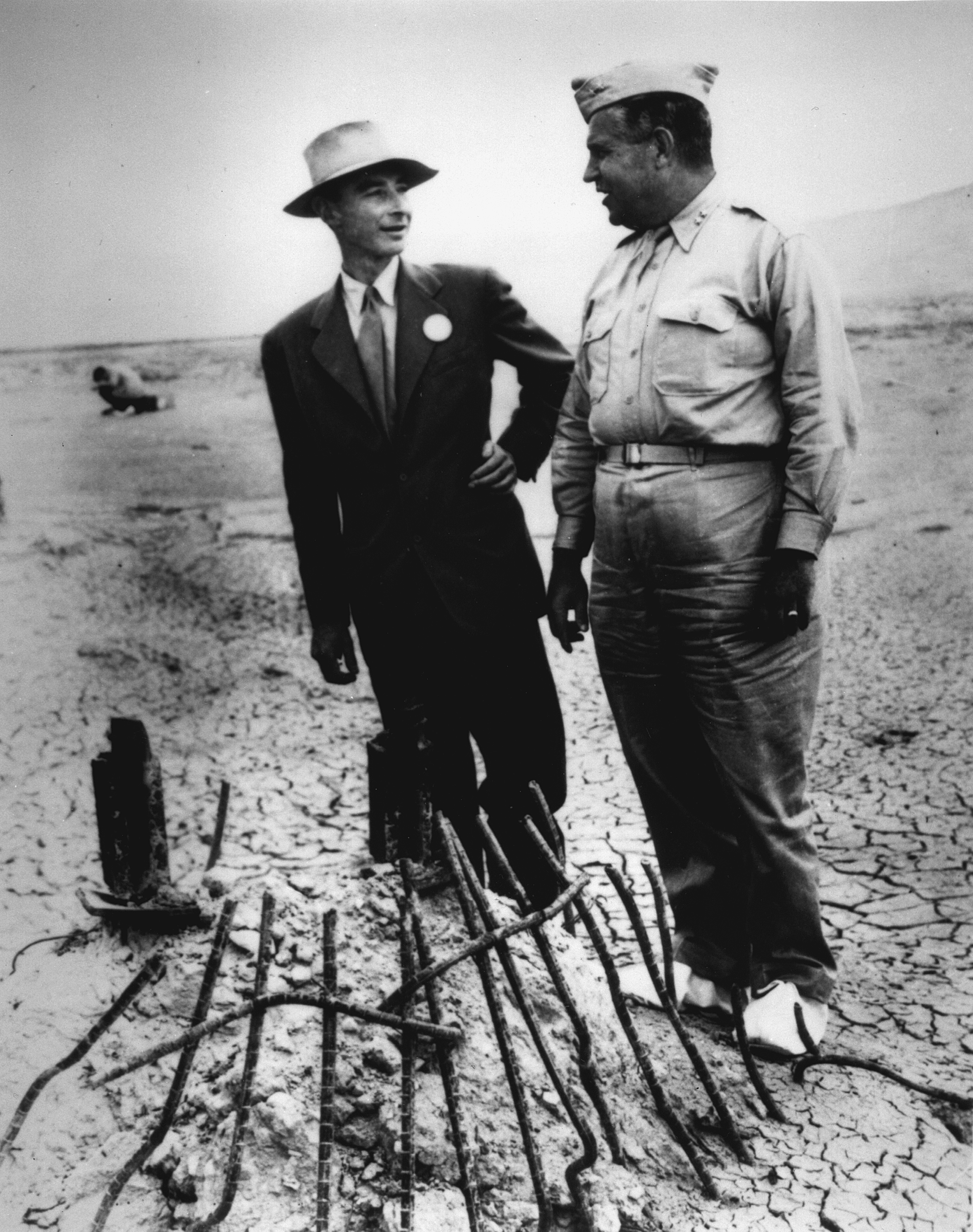
El general Groves y Oppenheimer inspeccionan el sitio cero de la prueba Trinity

Siendo hijo de una familia de fuerte tradición militar, se educó en la Universidad de Washington y en el MIT antes de ingresar después de un par de intentos en la academia militar de West Point. Se graduó en 1918 y fue comisionado para el Cuerpo de Ingenieros del Ejército, completando sus estudios en Camp Humphreys, entre 1918 y 1921. Se casó con Grace Hulbert Wilson en 1922.
Después de trabajar por todo Estados Unidos, pasó a formar parte de la oficina del jefe de ingenieros, ascendió a capitán en octubre de 1934 y continuó con cursos en Fort Leavenworth en 1936 y en el Departamento de Guerra en 1939. Ascendió a mayor en 1940, siendo destinado al mando central de Washington. Fue nombrado jefe de construcción y supervisó gran número de proyectos, incluyendo la construcción del Pentágono en 1940. En ese mismo año fue ascendido a coronel. 

### Personalidad
Sus superiores lo calificaron como un soldado muy inteligente, proactivo y tenaz en la prosecución de objetivos. Trabajador incansable, algo agresivo y minucioso, ahorrativo y con tolerancia a la frustración por encima de la media, tenía tendencia a la obesidad y en West Point lo llamaban Fatman (gordo).
Era un hombre de mentalidad estrictamente militar que no toleraba contradicciones, con un matrimonio estable con Grace Wilson y entre sus aficiones estaba su vicio por los dulces.

## Segunda Guerra Mundial y Proyecto Manhattan
En septiembre de 1942 ascendió con carácter eventual a general de brigada y fue nombrado director del recién fundado Distrito Manhattan de Ingenieros de las Fuerzas Armadas. Él mismo asignó personalmente el nombre clave 'Manhattan', aunque inicialmente manifestó muchas dudas en unirse a un proyecto armamentístico en apariencia pequeño. 
Groves seleccionó no solo al equipo aero militar en conjunto con el general pro-belicista Curtis LeMay, sino que se encargó del equipo científico y apoyó el nombramiento de Oppenheimer en el proyecto, lo que sería clave para conseguir el éxito. A pesar de los informes del FBI, también blindó a Oppenheimer a causa de su relación pasada con el comunismo, manteniéndolo con todas las atribuciones en el proyecto, lo que resultó un acierto. Groves tuvo la convicción de que Oppenheimer no tenía lazos vigentes con los comunistas.
También delimito la información entre científicos y militares para evitar implicaciones políticas de estos últimos acerca del uso militar de la energía atómica.
No obstante, a pesar de su carácter fuerte que no admitía contradicciones, tuvo una buena relación con Robert Oppenheimer, ya que ambos se respetaban, se potenciaban y admiraban  mutuamente. También tuvo un papel de importancia en la determinación de las localizaciones a utilizarse, decidiéndose por Oak Ridge en Tennessee, Los Álamos en Nuevo México y Hanford Engineering en el estado de Washington, como lugares principales para la investigación teórica y la producción de materiales. Sin embargo, con Niels Bohr tuvo una difícil relación por el temperamento de prima donna que tenía el científico danés.
Alexander Sachs (consejero de Roosevelt) y un grupo de científicos elaboraron una propuesta para que se efectuara una demostración no-bélica de la bomba, una vez completada, con la intención de intimidar a los líderes del Eje para que aceptaran un armisticio que terminara con la guerra. Groves se opuso a esta propuesta considerándola irrisoria, y con la ya entonces Alemania derrotada, cuando Harry Truman asumió la presidencia de los Estados Unidos (tras la muerte de Roosevelt el 12 de abril de 1945), volvió a insistir en el bombardeo atómico sobre ciudades japonesas.
No solo propuso los blancos atómicos primarios y secundarios en Japón, sino que también obtuvo la autorización del bombardeo estratégico masivo con bombas incendiarias de napalm sobre ciudades japonesas y población civil propuesto por el general Curtis LeMay. Groves siguió presionando para la obtención de más bombas atómicas para su empleo en fechas sucesivas desde la base de Tinian, donde había al menos una tercera bomba casi lista y otras tres en proceso de armado.
Mientras la misión hacía Nagasaki estaba en curso, Groves ordenó que dos B-29 del Grupo 509 salieran de Tinian y regresaran a los Estados Unidos para prever la posibilidad de transportar más bombas pre-ensambladas hasta su base del Pacífico. Groves finalmente ordenó que todos los fletes atómicos se detuvieran el 13 de agosto, cuando la tercera bomba estaba ya lista.

### Post bombardeos atómicos

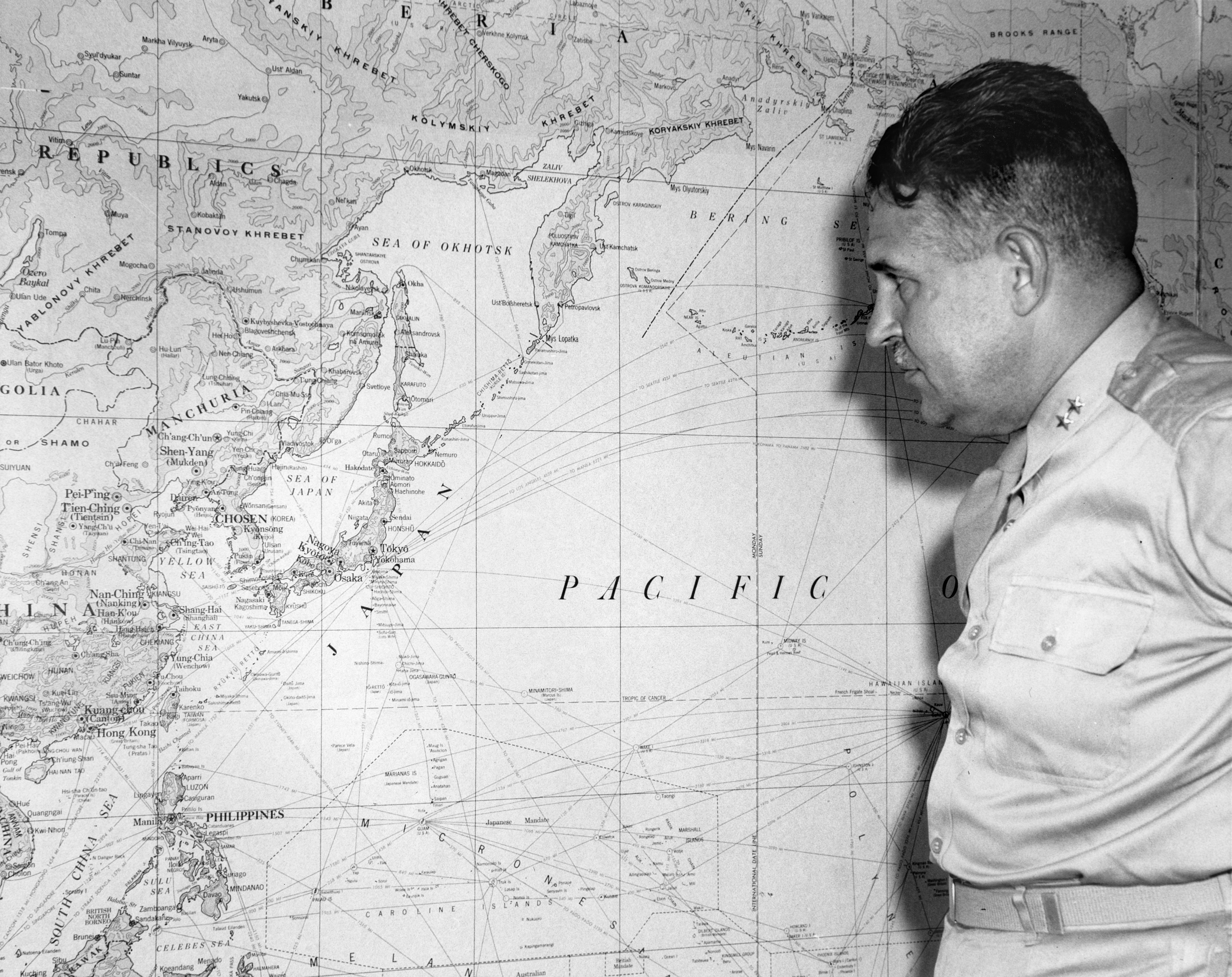
Groves (mirando un mapa de Japón) fue el promotor de los bombardeos incendiarios en ese país a partir de 1944

Groves fue uno de los primeros en proponer el empleo de desechos producidos por reactores nucleares como material para las armas en forma de uranio empobrecido. Fue ascendido a general de división en 1944.
Continuó en Los Álamos como jefe de Proyecto de Armas Especiales hasta enero de 1947 cuando las fuerzas armadas cedieron el control a la Comisión de Energía Atómica. Aseveró que concebía el Proyecto Manhattan como un proyecto destinado a los soviéticos, "el verdadero enemigo". Asimismo aseguró que no fue Truman, al cual describió como "un crío sobre un tobogán", quien tomó la decisión de lanzar la bomba atómica, sencillamente se le mantuvo al margen en el momento crítico para evitar cualquier interferencia. Entre cuatro ciudades que se barajaban, Groves insistió en lanzar la bomba sobre Kyoto, capital espiritual de Japón, pero su supervisor Henry L. Stimson lo descartó por su importancia cultural, e inclinó la balanza en contra de Hiroshima. Además, durante el mismo periodo, ante el rumor cada vez más difundido de que la bomba no era necesaria para someter a Japón, Groves llamó al orden a los generales del Ejército estadounidense para que no hiciesen declaraciones, como Douglas McArthur, quien categórico, había afirmado que Japón estaba prácticamente derrotada en mayo de 1945 sin necesidad de lanzar una bomba atómica.
Después de lanzar Estados Unidos las bombas nucleares sobre Hiroshima y Nagasaki, Leslie Groves lideró una campaña de propaganda de desinformación del gobierno estadounidense para negar que la radiación estuviera afectando a la población japonesa que no murió en las detonaciones meses y años después. Sin embargo, todos los que se encontraban en un radio de 5 km desde el epicentro sufrieron algún tipo de lesión posterior debido a la radiación. Algunos habitantes de Hiroshima y de Nagasaki murieron 20 años después del bombardeo nuclear y aún hoy hay ancianos que continúan haciéndose revisiones bianuales. Leslie Groves siempre defendió que ambas bombas habían sido un mal necesario y que nadie fue afectado por la radiación después de la detonación de las bombas, contra toda evidencia a la vista.

## Retiro forzoso y últimos años

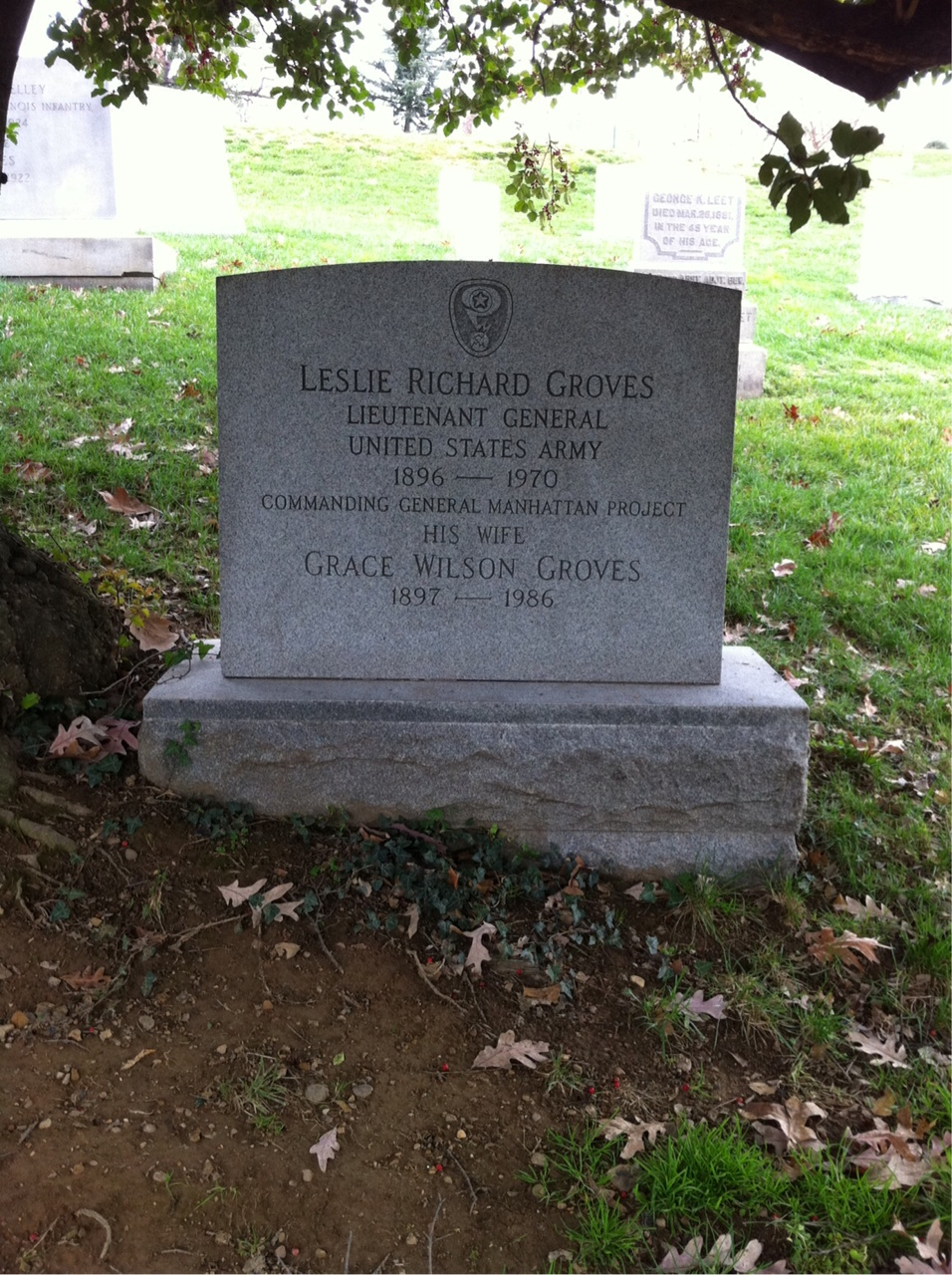
Tumba de Leslie Groves en el cementerio de Arlington

En enero de 1948 Groves mantuvo una reunión con el general Dwight D. Eisenhower, en su calidad de jefe de Estado Mayor del Ejército, y se sometió a una evaluación de desempeño para optar a un anhelado ascenso en el escalafón. Sin embargo, Eisenhower citó a Groves una serie de reclamaciones y quejas por su personalidad sarcástica y ruda, que despreciaba las reglas, manifiesta insensibilidad y falta de empatía y le dejó muy en claro debido a estas evidencias que jamás optaría si de él dependía a jefe del Cuerpo de Ingenieros del Ejército. Fuertemente decepcionado, anunció su retirada del ejército semanas después.
Groves fue nombrado teniente general por una ley especial del Congreso en 1948, justo antes de su retiro el 29 de febrero de 1948. Se retiró al mundo privado, ejerciendo como vicepresidente de la Sperry Rand Corporation, una compañía de productos electrónicos.
En febrero de 1970 fue citado por el presidente Richard Nixon y galardonado con un reconocimiento por el esfuerzo pionero atómico junto a Vannevar Bush y James B. Conant.
Falleció de un infarto agudo al miocardio a los 73 años de edad, el 13 de julio de 1970 en el Centro Médico del Ejército Walter Reed en Washington.